# 拉斯維加斯 (洪都拉斯)
拉斯維加斯（西班牙語：Las Vegas）是洪都拉斯的城鎮，位於該國西北部，由聖巴巴拉省負責管轄，始建於1987年，面積106.1平方公里，海拔高度895米，2001年人口17,496，人口密度每平方公里164.9人。
14°052′N 88°04′W / 14.867°N 88.067°W